# Борис і Гліб
Борис і Гліб — одні з перших святих, канонізованих руською церквою, молодші сини Володимира Святославича.
Незабаром після смерті їхнього батька в 1015 році вони обидва були вбиті, згідно з літописом, своїм старшим братом Святополком. У результаті чотирирічної війни Святополк був переможений своїм молодшим братом Ярославом Мудрим. Очевидно, при Ярославі і була почата перша спроба канонізації святих братів. Тоді ж почали складатися перші оповідання про їхню загибель. Існує також версія, що сам Ярослав міг убити своїх братів, адже схожий сюжет описується у скандинвській Сазі про Еймунда.
До часів Ярослава відноситься виникнення місцевого культу Бориса і Гліба у Вишгороді. Перенесення мощей Бориса і Гліба до нового храму синами Ярослава 20 травня 1072 року вважається моментом їхньої остаточної канонізації. Дати їхньої пам'яті, 24 липня, а пізніше і 2 травня (день другого перенесення мощей у 1115 р.), стають руськими святами. Спочатку їх шанували як цілителів, але дуже скоро Борис і Гліб стають заступниками всіх руських князів як їхні святі родичі. Вони — помічники в битвах, їхнім ім'ям закликають до єдності Русі, до припинення міжусобних воєн.
Канонізовані Православною церквою України та Українською греко-католицькою церквою.

## Літописні пам'ятки про Бориса і Гліба

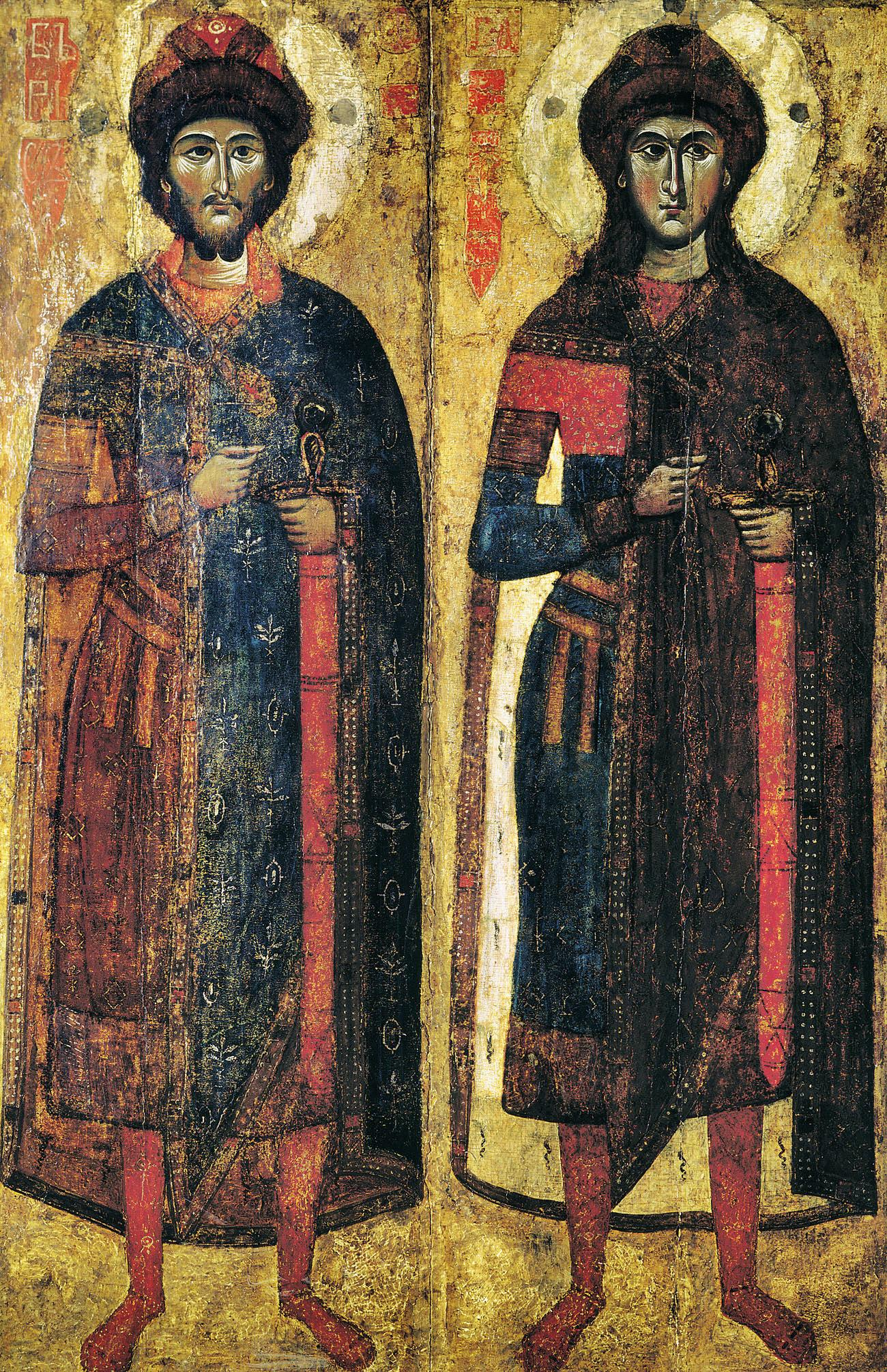
Ікона «Борис і Гліб», середина XIII століття, Київ. Київська національна картинна галерея

Життю та мученицькій кончині Бориса і Гліба присвячений ряд давньокиївських пам'яток. Це так звана «Літописна повість» — розповідь про загибель князів, що читається в складі «Повісті временних літ» (стаття 1015 року), «Чтеніе о житіи и о погубленіи блаженную страстотерпцю Бориса и Гліба» Нестора й анонімне «Сказання і страсть і похвала святую мученику Бориса и Гліба». Про взаємини цих текстів у науці існують різні погляди. Збереглося близько 150 списків «Сказання…» різних редакцій, найстарший у т. зв. «Успенському збірнику» XII ст.

### Сказання

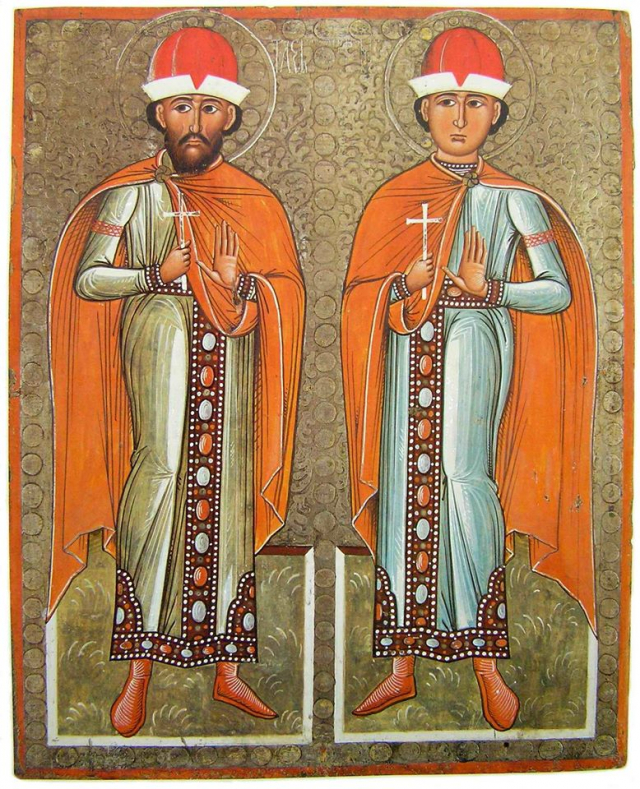
Ікона «Борис і Гліб». Друга половина XVI століття. Походить із церкви Святого Духа (раніше – Святих Бориса й Гліба), с. Потелич, Львівська обл. Фото - Національний музей у Львові імені Андрея Шептицького

У літературному сенсі найдосконалішим є «Сказання». Воно відкривається короткою історичною експозицією, що оповідає про київського князя Володимира та його синів. Перед смертю Володимир посилає «блаженного і скоропослушливого» сина свого Бориса проти печенігів. Бориса, який повертався до Києва, зустрічає вісник, що повідомляє про смерть батька. Агіограф говорить про великий плач Бориса, повний найвищих похвал померлому і сумних нарікань про його кончину. Одразу Борис, немов угадуючи свою долю, з одного боку, виявляє готовність «горькую печаль» свою «прострети» до брата Святополка, з іншого боку — констатує, що він «о биении моеимь помышляеть». Так створюється типово агіографічна колізія. 
Не обманюючись щодо підступних намірів Святополка, Борис оплакує свою прийдешню загибель, але в жодному разі не думає про опір старшому братові. Спонукуваний дияволом, Святополк посилає убивць до Бориса, а той у передчутті своєї загибелі згадує аналогії з житійної літератури, коли праведник бував убитий своїми близькими. Бориса охоплюють важкі передчуття, він палко молиться, співає псалми і, уже чуючи шепіт убивць, які підійшли до намету, лише дякує Богові за те, що Всевишній сподобив його прийняти смерть від брата. Аналогічно описане й убивство Гліба. Але тут агіограф вносить новий відтінок: Гліб зображений зовсім юнаком, який молить убивць «Не губите меня, в жизни юного, не пожинайте колоса, еще не созревшего, соком беззлобия налитого». Далі в «Сказанні» оповідається про битву на Альті між Святополком і Ярославом, про перемогу останнього і злу смерть Святополка «в пустыни межю Чехы и Ляхы». Завершує «Сказання» похвала святим. У найстарішому з відомих списків — в Успенському збірнику XII–XIII ст. — «Сказання» з'єднане зі «Сказанням чудес» святих. Воно містить також історію будівництва присвячених їм храмів. 
Через те що обидві пам'ятки — власне «Сказання» і «Сказання про чудеса» — зазвичай переписувалися разом, деякі дослідники вважали, що вони написані одночасно, і датували час їх створення періодом після 1115 р. Цьому висновкові суперечать стилістичні розбіжності між пам'ятками, композиційна закінченість як самого Ж., так і «Сказання чудес». Останнє має власну передмову і не має заключної частини, мабуть, тому, що текст задумувався як відкрита структура: до нього могли приєднуватися нові оповідання про чудеса. Тому більшість дослідників вважають, що «Сказання чудес» було складено незалежно від Ж., можливо, на основі записів, що велися при Вишгородській церкві.
З усіх творів Борисо-Глібського циклу «Сказанню» найбільш близьке оповідання про вбивство братів у «Повісті временних літ», що, мабуть, виникло раніше за «Сказання» і «Читання». Саме «Сказання» було, швидше за все, присвячене до урочистого перенесення мощей у 1072 р.
«Читання», написане Нестором, зовні більш відповідає агіографічному канонові (наприклад, воно відкривається великим міркуванням про вічну боротьбу добра зі злом, що і є, на думку агіографа, змістом всесвітньої історії; зображення князів-мучеників більш традиційне, позбавлене живих, природних відтінків, що присутні у «Сказанні»). «Читання» не дістало широкого розповсюдження, «Сказання» же, навпаки, збереглося майже у двох сотнях списків.
І «Сказання», і «Читання» відрізняє надзвичайна для агіографії колізія: за своїм типом, це житія-мартирії, але якщо в таких житіях убивцею є зазвичай представник іншого віросповідання або язичник, то Святополк — християнин, і конфлікт набуває зовсім іншого, політичного відтінку. Поведінкою Бориса і Гліба, що не підняли руки на старшого брата, навіть для захисту свого життя, освячувалася ідея родового старшинства в системі князівської ієрархії: князі, що не порушили цієї заповіді, стали святими.

## Еймундова сага про Бурислафа (Бориса)
Сага з'явилася через кілька століть після руського Житія братів, тож може бути недоладним переказом оригінальної оповіді. 
Бурислаф висуває територіальні претензії до Ярислейфа (Ярослава). Ярислейф і Еймунд (ватажок найманців) отримують перемогу.
Облога Києва (Kænugarðr) Бурислафом і б'ярмійцями (печенігами). Перемога Ярислейфа і Еймунда. Захоплено знамено Бурислафа.

Ярислейф посилає Еймунда убити Бурислафа: «Нічого цього я не зроблю: ні налаштовувати нікого не стану до (особистого) бою з Конунгом Бурислейфом, ні засуджувати когось, якщо він буде забитий.»

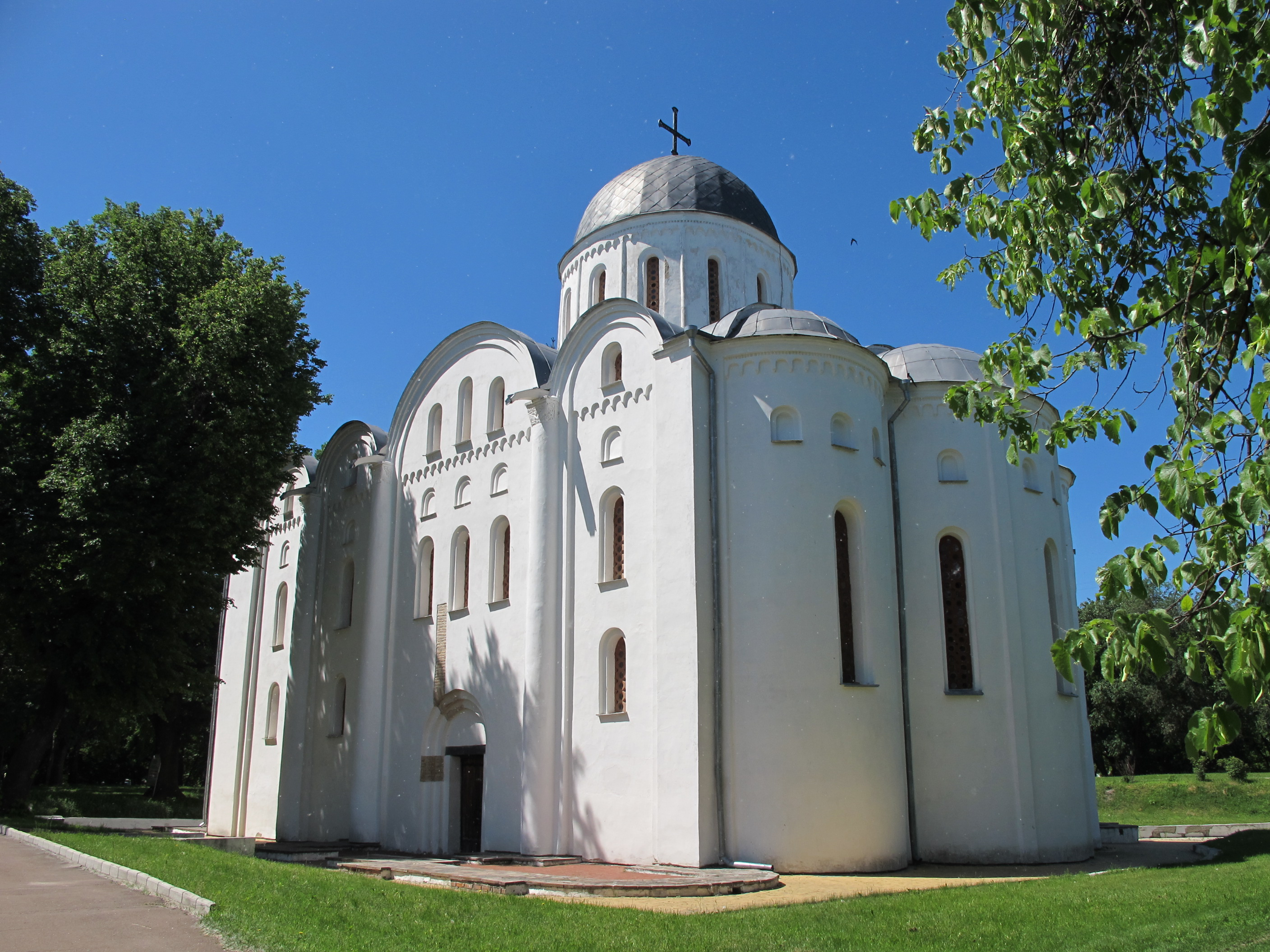
Собор Бориса й Гліба в Чернігові

Люди спали міцно у всіх наметах, вкрай стомлені й дуже п'яні. Коли це було зроблено, вони зв'язали кінці, і, так з'єднавши мотузку (на якій була петля, з тою, яку принесли з собою), почали рядити. Потім, Конунг Еймунд підійшов до Княжого намету, щоб бути близько, коли буде вона зірвана. Удар був зроблений по мотузці; той, хто тримав її, побачив, що вона тремтить, і сказав своїм товаришам, що вони повинні рубати гілки. Вони відрубали (мотузки, що притримують нагнуте) дерево, і воно випрямилася сильно і миттєво, зірвавши (на повітря) весь намет, який далеко закинуло в ліс. Вогні, (що миготіли) всередині намету, всі були погашені (цим вибухом). Еймунд ще з вечора ретельно затвердив в пам'яті те місце, де Конунг спить у своєму наметі: він рушив туди, і швидкими ударами завдав смерть йому і багатьом іншим. Діставши Буріслейфову голову в свої руки, він кинувся бігти до лісу, — мужі його за ним, — і (Турки) їх не відшукали. Що залишилися в живих Буріслейфови мужі були вражені жахливим переляком від цього страшного пригоди, а Еймунд зі своїми людьми поскакали геть. Вони прибули додому (до Києва) вранці, дуже рано, і пішли прямо в присутність конунга Яріслейфа, якому нарешті донесли з достовірністю про (наступну) кончину конунга Буріслейфа.
— На! Ось тобі голова, Господарю! Чи можеш її впізнати? — (Вигукнув Еймунд). Конунг почервонів при вигляді цієї голови. Еймунд мовив:
— Цей великий подвиг хоробрості зробили ми, нормани, Господарю! Накажіть тепер пристойно поховати вашого брата, з належними почестями.
Конунг Яріслейф відповідав:
— Необачно справу ви зробили, і на нас тяжко лежить! Але ж ви повинні потурбуватися і його похованням. Ну, який ряд стануть тепер рядити ті, які йому слідували?
Еймунд сказав:
— Я вважаю, що вони зберуться на віче, і будуть один одного підозрювати в цій справі, тому, що нас вони не помітили. Посварившись, вони розійдуться, не стануть більш довіряти одні іншим, і побредуть натовпами геть. Я впевнений, що деякі з них будуть думати про наближених (тіла) свого конунга.
Слідом за тим, нормани вийшли з міста, і поїхали тим же шляхом у ліс. Вони прибули до стану. Там справа сталася так, як припускав Еймунд: Буріслейфови люди всі пішли геть, пересварившись між собою при розставанні. Еймунд вирушив на галявину: на ній лежав труп конунга, а при ньому не було ні одного чоловіка. Вони зрубали труну, доклали голову до тіла, і поїхали з ним додому, (до Києва). Тоді і сталось поховання його відоме багатьом особам. Після цього, весь народ тієї країни поступив в руки Яріслейфу, поклявшись йому присягою, і він став конунгом тих володінь, у яких у минулому княжили вони вдвох.

## Канонізація

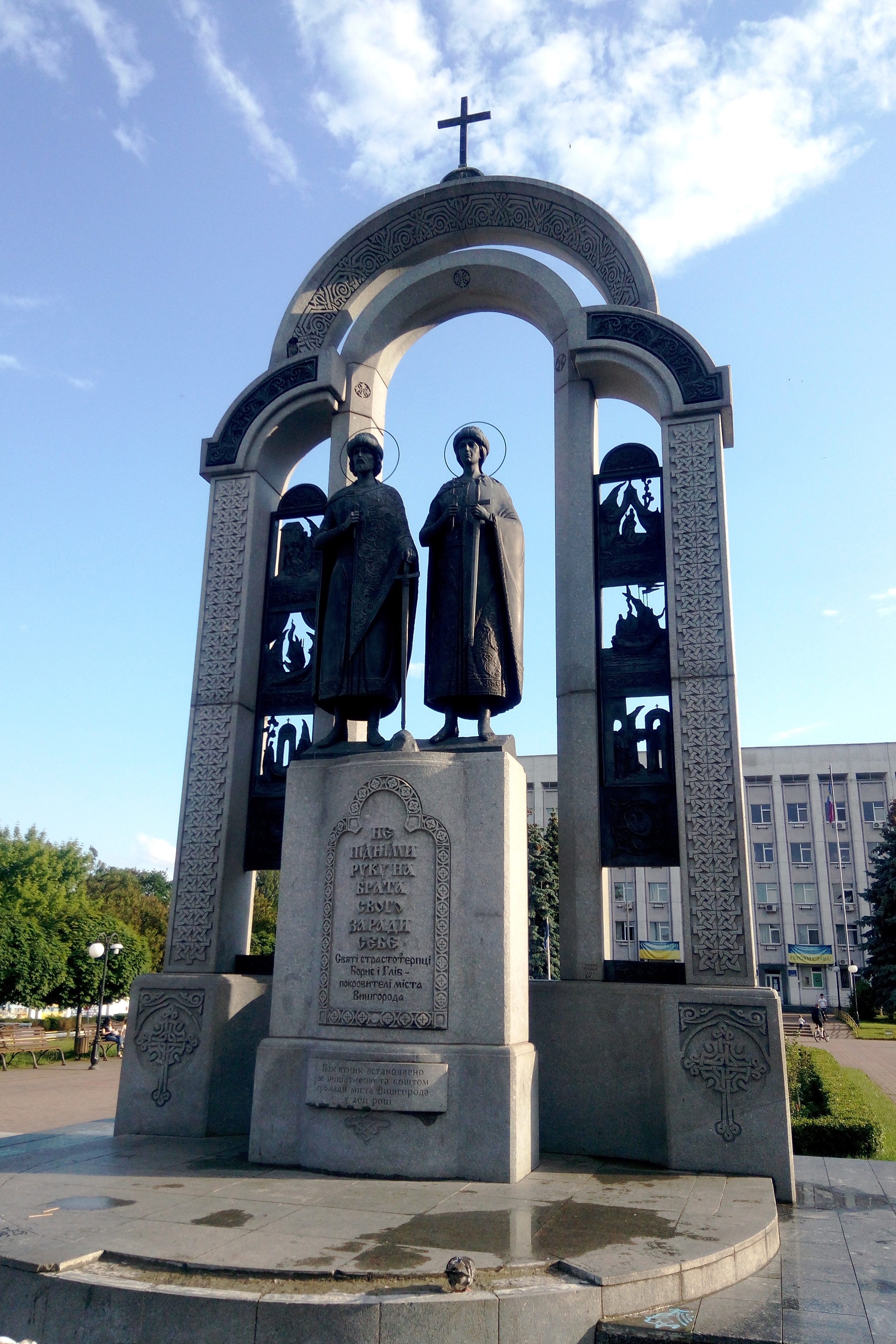
Пам'ятник Святим страстотерпцям Борису і Глібу на головній площі в Вишгороді, Україна

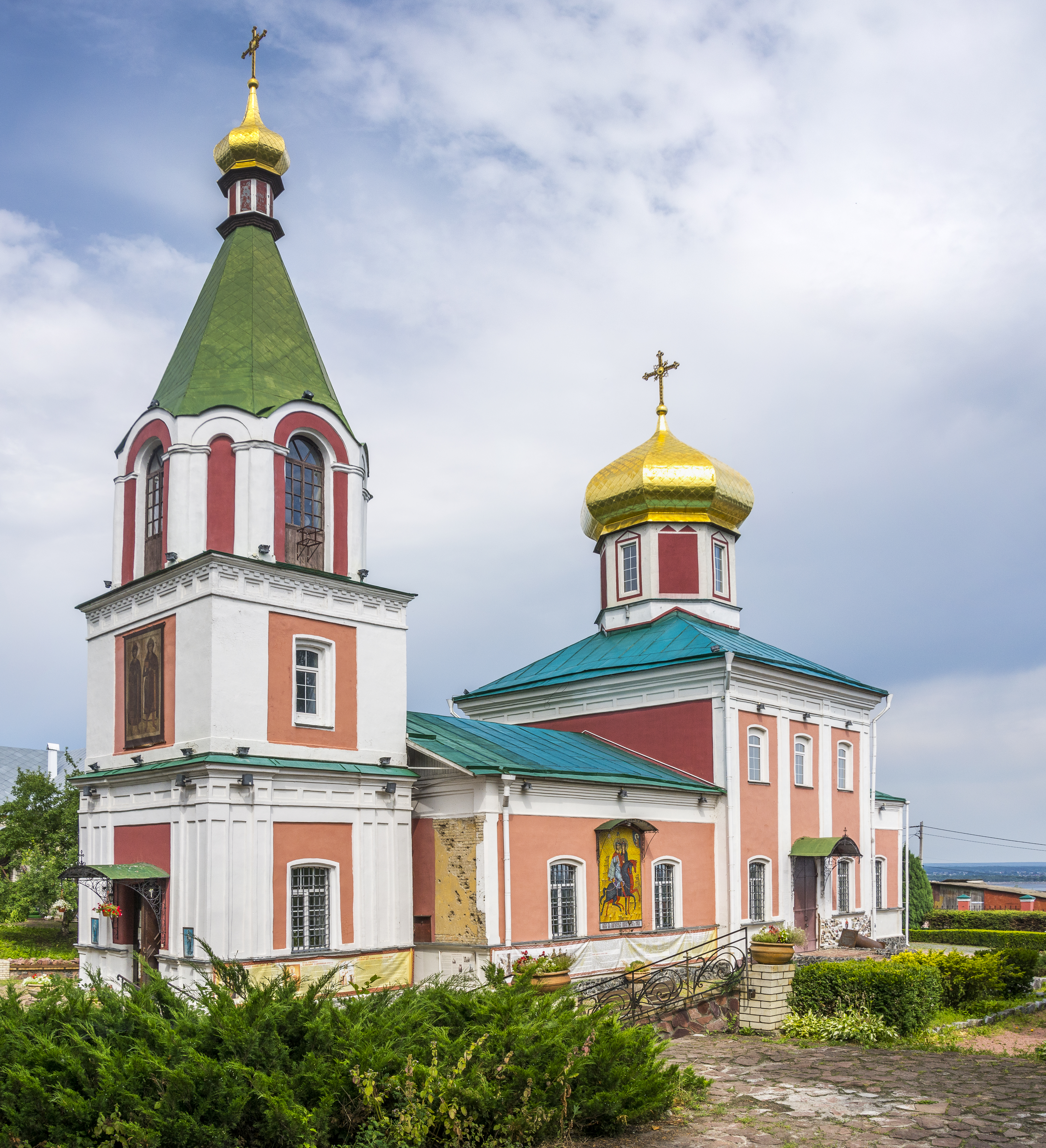
Церква Святих Бориса і Гліба ПЦУ у Вишгороді, Україна

Борис і Гліб були канонізовані Київською митрополією 1071 року. Рюриковичі вбачали у них своїх заступників і молитвеників. У літописах є згадки про чудеса зцілення, що відбувалися біля їхньої труни; про перемоги, здобуті їх ім'ям і допомогою (перемога Рюрика Ростиславича над Кончаком, Олександра Невського над тевтонцями), про паломництво князів до їхнього гробу (Володимира Володимировича, князя галицького; Святослава Всеволодовича, князя суздальського), тощо.
2 травня святкується день перенесення мощей Бориса і Гліба в нову церкву, збудовану князем Ізяславом Ярославичем у Вишгороді. 1115 року їх мощі знову урочисто перенесели до кам'яної церкви Бориса і Гліба у тому ж місті. Після монгольської навали 1240 року мощі були втрачені.
Історія убивства була темою численних сказань, з яких найдавнішим є «Сказання про святих Бориса і Гліба», авторство якого приписується Нестору і чорноризцю Якову.

## Вшанування пам'яті

#### Топоніми та монументи
Вулиця Борисоглібська існує у містах Володимир, Запоріжжя, Київ та Чернігів.
У місті Вишгород вулицю Ватутіна перейменували на вулицю Борисо-Глібську.
Пам'ятник святим страстотерпцям Борису і Глібу, покровителям Вишгорода, відкрито у місті 31 липня 2011 року.

#### Церкви
На честь святих Бориса і Гліба збудовано багато церков в Україні.
11 листопада 2024 року Митрополит Київський і всієї України Епіфаній звершив у Подільському районі столиці освячення накупольних хрестів храму на честь святих мучеників Бориса і Гліба.

##### Художня література
Трагедія «Борис та Святополк» — глава з поетичного епосу «Діяння небожителів» Віктора Гребенюка.